# San Savino (Magione)
San Savino is een frazione in de gemeente Magione, in Umbrië, Italië.  San Savino ligt op een heuvel aan het Meer van Trasimeno. De plaats ligt op 314 meter boven zeepeil en heeft 604 inwoners (2001).

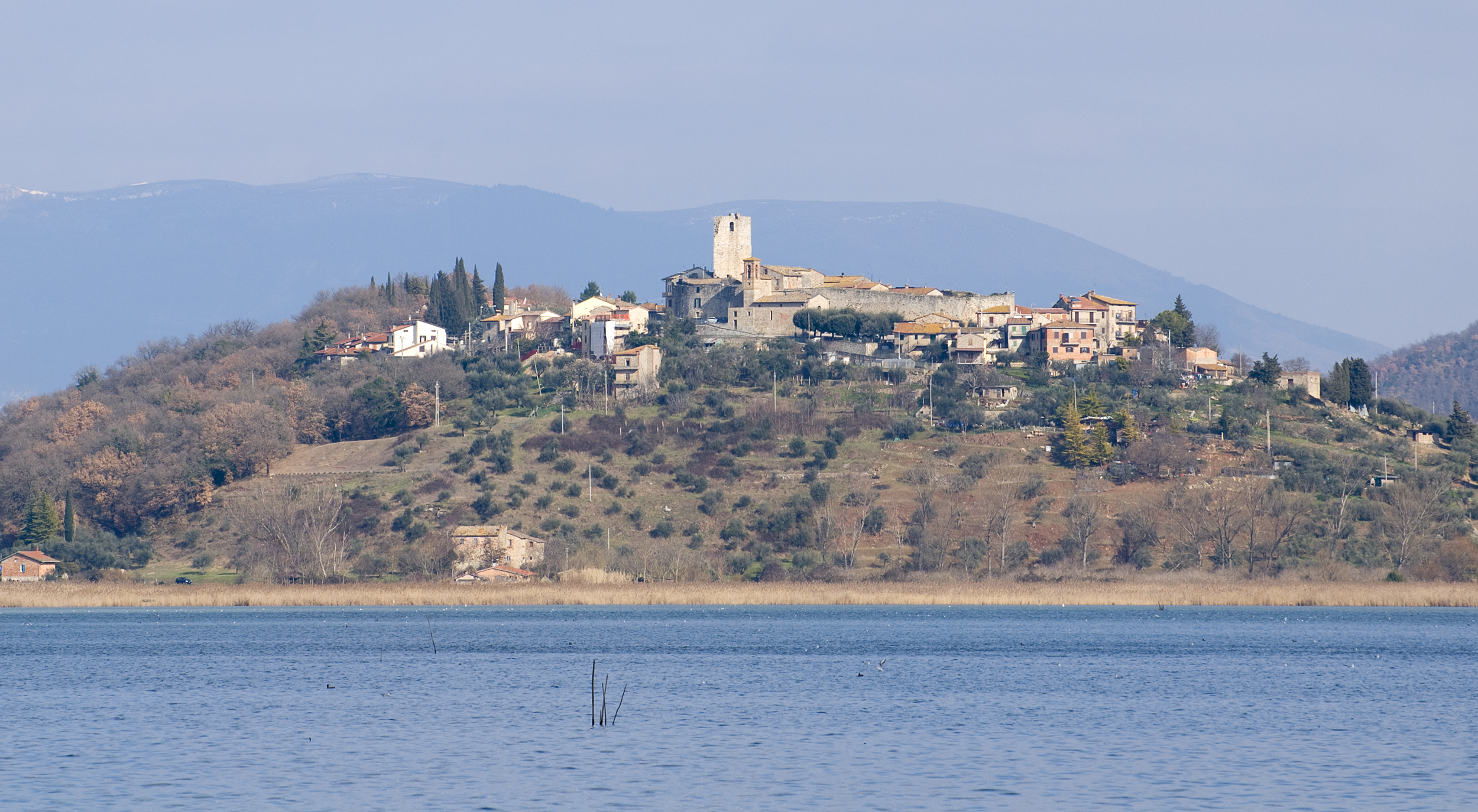